# Syrphus opinator
Syrphus opinator là một loài ruồi trong họ Ruồi giả ong (Syrphidae). Loài này được Osten Sacken mô tả khoa học đầu tiên năm 1877. Syrphus opinator phân bố ở miền Tân bắc